# شیما منفرد
شیما منفرد (زاده ۳ بهمن ۱۳۵۴، تهران) تدوین‌گر، کارگردان و منشی صحنهٔ اهل ایران است. منفرد تدوین‌گر آثاری چون روز روشن، من و بی‌خود و بی‌جهت بوده و برای فیلم استراحت مطلق نامزد تندیس بهترین تدوین از هفدهمین جشن خانه سینمای ایران شده‌است. نخستین ساختهٔ او، نقش، در بخش مسابقهٔ بیست و ششمین دورهٔ جشنواره فیلم فجر پذیرفته شد و در میان نامزدهای بهترین فیلم کوتاه دومین جشن بزرگ منتقدان و نویسندگان سینمای ایران قرار گرفت. این فیلم در سال ۱۳۸۶ برندهٔ پروانه زرین بهترین فیلم کوتاه از بیست و یکمین جشنواره بین‌المللی فیلم کودک و نوجوان شد. منفرد همسر عبدالرضا کاهانی کارگردان سینمای ایران است.

## فیلم‌شناسی
| سال  | عنوان فیلم                     | کارگردان        | نقش                | منبع   |
| ---- | ------------------------------ | --------------- | ------------------ | ------ |
| ۱۳۸۵ | آدم                            | عبدالرضا کاهانی | تدوین‌گر، منشی صحنه | [ ۲ ]  |
| ۱۳۸۶ | نقش (فیلم کوتاه)               | شیما منفرد      | کارگردان           | [ ۳ ]  |
| ۱۳۸۷ | آن‌جا                           | عبدالرضا کاهانی | تدوین‌گر، منشی صحنه | [ ۴ ]  |
| ۱۳۸۷ | بیست                           | عبدالرضا کاهانی | تدوین‌گر، منشی صحنه | [ ۵ ]  |
| ۱۳۸۸ | هیچ                            | عبدالرضا کاهانی | تدوین‌گر            | [ ۶ ]  |
| ۱۳۸۹ | اسب حیوان نجیبی است            | عبدالرضا کاهانی | تدوین‌گر            | [ ۷ ]  |
| ۱۳۹۰ | بی‌خود و بی‌جهت                  | عبدالرضا کاهانی | تدوین‌گر            | [ ۸ ]  |
| ۱۳۹۱ | روز روشن                       | حسین شهابی      | تدوین‌گر            | [ ۹ ]  |
| ۱۳۹۲ | وقت داریم حالا                 | عبدالرضا کاهانی | تدوین‌گر            | [ ۱۰ ] |
| ۱۳۹۳ | استراحت مطلق                   | عبدالرضا کاهانی | تدوین‌گر            | [ ۱۱ ] |
| ۱۳۹۴ | من                             | سهیل بیرقی      | تدوین‌گر            | [ ۱۲ ] |
| ۱۳۹۵ | ارادتمند؛ نازنین بهاره تینا    | عبدالرضا کاهانی | تدوین‌گر            | [ ۱۳ ] |
| ۱۳۹۶ | ما شما را دوست داریم خانم یایا | عبدالرضا کاهانی | تدوین‌گر            | [ ۱۴ ] |

## جوایز
| عنوان فیلم   | سال  | جایزه                                                  | بخش               | نتیجه | منابع         |
| ------------ | ---- | ------------------------------------------------------ | ----------------- | ----- | ------------- |
| نقش          | ۱۳۸۶ | بیست و یکمین دوره جشنواره بین‌المللی فیلم کودک و نوجوان | بهترین فیلم کوتاه | برنده | [ ۱۵ ]        |
| نقش          | ۱۳۸۶ | دومین جشن بزرگ منتقدان و نویسندگان سینمای ایران        | بهترین فیلم کوتاه | نامزد | [ ۱۶ ]        |
| استراحت مطلق | ۱۳۹۳ | هفدهمین دوره جشن خانه سینمای ایران                     | بهترین تدوین      | نامزد | [ ۱۷ ] [ ۱۸ ] |

## برای مطالعهٔ بیشتر
- «گفت و گو با شیما منفرد، تدوین گر». صنعت سینما (۱۱۳): ۴۹. آذر ۱۳۹۰.
- «گفت و گو با شیما منفرد، تدوین گر». صنعت سینما (۱۲۵): ۲۶. آذر ۱۳۹۱.